# Jerzy Brunner (bakteriolog)
Jerzy Brunner (ur. 9 stycznia 1870 w Warszawie, zm. 26 kwietnia 1925 tamże) – polski lekarz bakteriolog żydowskiego pochodzenia.
Urodził się jako syn adwokata Henryka (1837–1901) i Florentyny z domu Landau. Ukończył studia medyczne. W latach 1909–1918 był wykładowcą i kierownikiem katedry bakteriologii Wydziału przyrodniczo-matematycznego Towarzystwa Kursów Naukowych w Warszawie.
Był profesorem w Wolnej Wszechnicy Polskiej i docentem bakteriologii Uniwersytetu Warszawskiego. Kierował oddziałem bakteriologicznym Państwowego Zakładu Epidemiologicznego. W latach 1904–1925 był ordynatorem stołecznego Szpitala św. Ducha.
Był żonaty z Kazimierą Żółkowską. Jest pochowany na Cmentarzu ewangelicko-reformowanym w Warszawie (kw. 1-1-2).

## Literatura dodatkowa
- Ludwik Zembrzuski: Brunner Jerzy. W: Polski Słownik Biograficzny. T. 3: Brożek Jan – Chwalczewski Franciszek. Kraków: Polska Akademia Umiejętności – Skład Główny w Księgarniach Gebethnera i Wolffa, 1937, s. 24. Reprint: Zakład Narodowy im. Ossolińskich, Kraków 1989, ISBN 83-04-03291-0